# Freguesia
Freguesia (IPA: [ˌfɾɛɣɨˈzi.ɐ]) er en administrativ underindeling i Portugal og i det tidligere portugisiske imperium. Freguesia kan bedst beskrives som en bydel eller en kommunedel.
Efter aftale med långiverne til Portugal efter finanskrisen skulle antallet af administrative enheder i den offentlige sektor nedbringes for at spare penge. Fra 1. januar 2013 blev antallet af freguesias derfor reduceret til omkring 3000. Tallene i parentes er fra før 2013.
Freguesia er en underinddeling af en kommune (município eller concelho). Hver bydel/kommunedel (freguesia) styres af en Junta de Freguesia - (IPA: [ˈʒũtɐ ðɨ ˌfɾɛɣɨˈzi.ɐ]) - der udpeges af en forsamling (Assembleia de Freguesia), som vælges for fire år ved et ordinært kommunalvalg (Eleição Autárquica).
Portugisiske kommuner er oftest inddelt i mange freguesias, men fem kommuner har bare én enkelt: Alpiarça, Barrancos, Porto Santo, São Brás de Alportel og São João da Madeira. Kommunen og forsamlingen, i disse fem tilfælde, har samme geografisk udstrækning og deler samme navn. Corvo er en særlig kommune, der mangler freguesias. Barcelos er den kommune, som har flest freguesias: 61 (89).
Der findes 3091 (4.260) freguesias i Portugal.